# Тейлор Захар Перес
Тейлор Захар Перес (25 грудня 1991 , Чикаго, Іллінойс ) — американський актор, який знявся в романтичних комедіях «Будка поцілунків 2» (2020), «Будка поцілунків 3» (2021) та «Червоний, білий та королівський синій» (2023), а також у комедійному секс-серіалі «Minx» (2022).

## Ранній життєпис
Перес народився в Чикаго 24 грудня 1991 року і виріс у Честертоні, штат Індіана. Він відвідував середню школу Честертона, де займався також плаванням. Перес має близькосхідне, середземноморське та мексиканське походження.
Його мати — косметолог, і він у родині третій наймолодший із восьми дітей. Перес на вихідних міняв шини в сімейному автомайстерні. Актор отримав стипендію на плавання в Фордхемському університеті, але відмовився від неї, щоб вступити до Каліфорнійського університету в Лос-Анджелесі, де він спеціалізувався на іспанській мові, культурології та організації спільнот з неповнолітніми на телебаченні та кіно.
Перес почав з виконання мюзиклів в оперних театрах у ранньому віці. Далі перейшов до модельного бізнесу, тому він переїхав до Лос-Анджелеса. Він зробив фотографії у своїй кімнаті з простирадлом як фоном і надіслав їх у манільських конвертах із самоклейками.

## Кар'єра
Перес почав свою кар'єру, з'явившись у різних популярних шоу, таких як «АйКарлі», «Передмістя», «Молоді й голодні», «Реанімація» та «Скандал».
У 2020 році Перес зіграв Марко Валентина Пенью у фільмі Netflix «Будка поцілунків 2» разом із Джої Кінг. Для своєї ролі він брав уроки хореографії та гри на гітарі. У 2021 році він повторив роль у третьому фільмі «Будка поцілунків 3».
У 2022 році Перес знявся в комедійному серіалі HBO Max Minx у ролі Шейна Броуді. Потім він знявся в ігровій комедії 1Up як Дастін. У 2023 році Перес знявся в фільмі Amazon Prime Video «Червоний, білий та королівський синій» в ролі Алекса Клермонт-Діаса разом з Ніколасом Голіціним.

## Філантропія
На початку пандемії COVID-19 Перес співпрацював з Variant Malibu, компанією 3D-технологій для виготовлення масок. Вдалося використати 90 % відходів традиційного виробництва. Він також розробив власні маски разом із колегами по фільму «Будка поцілунків 2» Джоелем Кортні, Джої Кінг, Меганн Янг та Мейсі Річардсон-Селлерс. Доходи від продажі цих масок пішли чиказькій організації, яка допомагає дітям-інвалідам, дорослим і сім'ям з дітьми-інвалідами в латиноамериканському співтоваристві.
«Мені дуже подобається копатися в одній соціальній проблемі і говорити: „Це те, що я знаю“. Ось чому я вчуся». І, можливо, люди, які слідкують за мною, прочитають усе на цьому шляху й зрозуміють це", — сказав Перес.

## Фільмографія

### Фільми
| Рік  | Назва                                 | Роль                 | Платформа          | Примітка |
| ---- | ------------------------------------- | -------------------- | ------------------ | -------- |
| 2020 | Будка поцілунків 2                    | Марко Валентин Пенья | Netflix            | [ 23 ]   |
| 2021 | Будка поцілунків 3                    | Марко Валентин Пенья | Netflix            | [ 24 ]   |
| 2022 | Додаткове життя                       | Дастін               | Amazon Prime Video | [ 25 ]   |
| 2023 | Червоний, білий та королівський синій | Алекс Клермонт-Діас  | Amazon Prime Video | [ 26 ]   |

### Телебачення
| Рік  | Назва               | Роль             | Платформа   | Примітка |
| ---- | ------------------- | ---------------- | ----------- | -------- |
| 2012 | АйКарлі             | Кіт              | Nickelodeon | [ 27 ]   |
| 2013 | Передмістя          | Ренальдо         | ABC         |          |
| 2014 | Будинок Альфа       | Трент            | Prime Video |          |
| 2014 | Незграбна           | гарний хлопець   | MTV         |          |
| 2015 | Молоді й голодні    | Бенджі Родрігес  | ABC Family  |          |
| 2016 | Реанімація          | Арі Стрікс       | CBS         | [ 28 ]   |
| 2016 | 12 смертельних днів | Зак              | YouTube Red |          |
| 2016 | Жорстокі наміри     | Матео Де Ла Вега | NBC         |          |
| 2017 | Вбудовує            | Ной Торрес       | Go90        | [ 29 ]   |
| 2017 | Високі очікування   | Джонатан Прайс   | YouTube     |          |
| 2018 | Скандал             | Кальвін          | ABC         |          |
| 2022 | Мікс                | Шейн Броуді      | HBO Макс    | [ 30 ]   |